# European Installation Bus
EIB (European Installation Bus) è un protocollo per bus di campo - sviluppato da un pool di aziende del settore elettrico - dedicato alla Domotica e Automazione degli edifici.
EIB è uno standard aperto, è implementabile su:
- doppino;
- powerline (trasmissione di comunicazioni convogliate su rete elettrica);
- EIB.net (Ethernet);
- radio frequenza;
- infrarosso.

Attualmente è confluito, in seguito al processo di "Convergenza" con gli standard BatiBUS ed EHS, nel nuovo standard KNX (Konnex) il quale si propone di diventare il sistema di riferimento europeo per la Domotica.